# Glimboca
Glimboca (en hongrois : Novákfalva) est une commune roumaine située dans le județ de Caraș-Severin.